# Thamnium dolichomitrioides
Thamnium dolichomitrioides är en bladmossart som beskrevs av Noguchi 1950. Thamnium dolichomitrioides ingår i släktet Thamnium och familjen Neckeraceae. Inga underarter finns listade i Catalogue of Life.